# Островское (центральное) сельское поселение
Островское (центральное) се́льское поселе́ние — муниципальное образование в составе Островского района Костромской области России.
Административный центр — посёлок Островское.

## История
Островское (центральное) сельское поселение образовано 30 декабря 2004 года в соответствии с Законом Костромской области № 237-ЗКО, установлены статус и границы муниципального образования.

## Население
| 2008  | 2010  | 2012  | 2013  | 2014  | 2015  | 2016  |
| ----- | ----- | ----- | ----- | ----- | ----- | ----- |
| 4854  | ↗5042 | ↘4894 | →4894 | ↘4850 | ↗4867 | ↘4841 |
| 2017  | 2018  | 2019  | 2020  | 2021  |       |       |
| ↗4849 | ↘4815 | ↘4768 | ↗4769 | ↘4218 |       |       |

## Состав сельского поселения
| № | Населённый пункт | Тип населённого пункта          | Население |
| - | ---------------- | ------------------------------- | --------- |
| 1 | Островское       | посёлок, административный центр | ↘4218     |